# Damn Nero
Damn Nero (auch Damn’Nero oder Damn’ Nero) war eine deutsche Hard-Rock-Band aus Fürth, die im Jahre 1990 gegründet wurde. Nach der Veröffentlichung des heute bekanntesten Albums IV wurde es allerdings still um die Band und die endgültige Auflösung folgte um das Jahr 2005. Der Sound der fränkischen Formation orientierte sich an Bands wie AC/DC und Krokus mit leichten Querverweisen zu Accept.

## Geschichte

### Die Bandgründung und die erste Demo-EPSix Pack
Damn Nero wurde im August 1990 als Trio von Gitarrist Matthias „Mattis“ Waldmann, Bassist Holger „Hoaks“ Englert und Schlagzeuger Dirk Heimhardt gegründet. Da letztlich kein für die Band geeigneter Sänger gefunden wurde, übernahm Matthias Waldmann kurzerhand auch die Aufgaben des Frontmanns. Bereits Anfang 1991 spielte Damn Nero die Debüt-EP Six Pack ein, deren Aufnahme allerdings nicht wie geplant verlief. Da das für die Aufnahmen vorgesehene Mischpult defekt war und kurzfristig kein Ersatz beschafft werden konnte, mussten die Band und Produzent Hans Scheuerlein auf einen alten 4-Spur-Rekorder zurückgreifen. Six Pack wurde schließlich noch im selben Jahr als Demotape veröffentlicht. Der erste Liveauftritt folgte im Juni 1991 auf dem Power Rock Open Air in Fürth. Nach einigen weiteren Auftritten vollzog sich 1992 der erste Besetzungswechsel: Am Schlagzeug wurde Dirk Heimhardt durch Uwe „Averell“ Kreß ersetzt. Ein Jahr später wurde Damn Nero erstmals zu einem Quartett, da Sänger Robbi Gößwein engagiert wurde. Die Wege trennten sich allerdings nach kurzer Zeit wieder.

### Das erste StudioalbumSPQRund die erste zwischenzeitliche Auflösung
Wieder auf ein Trio geschrumpft spielte die fränkische Formation zunächst 1993 auf dem Festival Rock for Yugoslavia, ehe im Timelab-Studio in Fürth das erste, von Reiner Herrmann produzierte, Studioalbum SPQR aufgenommen wurde, das schließlich im Februar 1994 erschien. Das Album wurde in Gänze live eingespielt. In der Folgezeit kam es allerdings zu größeren Unstimmigkeiten innerhalb der Band, die letztlich in eine erste zwischenzeitliche Komplettauflösung mündeten.

### Das zweite StudioalbumStarheadund die zweite zwischenzeitliche Auflösung
Etwa zwei Jahre nach der Auflösung wurde Damn Nero Ende 1996 als Quartett reaktiviert. Matthias Waldmann gab den Posten des Sängers an Harry Hildmann ab und kümmerte sich fortan nur noch um die Gitarrenarbeit. Dazu gesellten sich weiterhin Holger Englert am Bass und Uwe Kreß am Schlagzeug. In dieser Besetzung wurde schließlich nach einigen Liveauftritten im Jahre 1998 im Groove Box Studio in Fürth das zweite Studioalbum Starhead eingespielt. Aber auch diese Aufnahmen verliefen nicht wie gewünscht, da dem Studio während des Aufnahmeprozesses Teile der technischen Ausstattung entzogen wurden. Dennoch konnte das Studioalbum vollendet und noch im selben Jahr veröffentlicht werden. Wer jedoch dachte, dass die komplizierte Vollendung des inzwischen dritten Tonträgers das Bandgefüge stabilisieren würde, sah sich getäuscht. Zunächst verließ Bandmitbegründer Matthias Waldmann die Band. Er wurde durch die zwei Gitarristen Pat Struhalla und Tommy Möller ersetzt, wodurch die 1991 als Trio gestartete Band erstmals zu einem Quintett anwuchs. Doch diese Besetzung sollte wiederum nur von sehr kurzer Dauer sein, denn nach nur zwei Liveauftritten verließ Sänger Harry Hildmann die Band und im Jahre 1999 wurde die zweite zwischenzeitliche Auflösung vollzogen.

### Das dritte StudioalbumIV, der erste Plattenvertrag und die endgültige Auflösung
Ein weiteres Mal stand Damn Nero vor dem Ende, doch im Jahr 2000 meldete sich die Formation erneut zurück. Zunächst wurde im Sommer die bereits 1991 erschienene EP Six Pack, die bis dahin nur als Demo-Kassette erhältlich war, im Tinitus Studio in Fürth von Matthias Karr remastert und im Anschluss zeitgemäß als CD veröffentlicht. Im Oktober 2000 feierte die Formation dann als Trio in der Besetzung, die bereits von 1992 bis zur ersten Auflösung 1994 aktiv war, ihr 10-jähriges Bandjubiläum. Matthias Waldmann, nun wieder sowohl für die Gitarre als auch für den Gesang zuständig, Bassist Holger Englert und Schlagzeuger Uwe Kreß hatten ihre Unstimmigkeiten beseitigt und wollten die Band Damn Nero zusammen weiterführen. Im Dezember 2000 folgte ein Auftritt im Vorprogramm von Molly Hatchet, wodurch der Bekanntheitsgrad der Band anstieg. Dies zeigte sich letztlich auch im Aufnahmeprozess des dritten Studioalbums IV, das im Tinitus Studio in Fürth nicht innerhalb weniger Tage, sondern in einem professionelleren Rahmen von November 2001 bis März 2002 eingespielt wurde. Dieses Album erhielt seinen Namen allerdings in erster Linie nicht aufgrund der insgesamt vierten Veröffentlichung der Bandgeschichte, sondern deswegen, weil die Bandbesetzung zum dritten Mal in der Bandgeschichte auf vier Musiker anwuchs. Vor den Aufnahmen zu IV wurde nämlich Leadgitarrist Andreas „Andy“ Deeg in die Band integriert. In Eigenregie von Schlagzeuger Uwe Kreß produziert, erschien das Album zwar zunächst wieder nur in einer kleinen Auflage im Eigenvertrieb, doch nach einer kleinen Tour mit der ebenfalls aus Franken stammenden Fun-Metal-Band J.B.O., wurde das Label Twilight Vertrieb auf Damn Nero aufmerksam und letztlich kam somit der langersehnte Plattenvertrag zustande. 2003 wurde IV über Twilight Vertrieb wiederveröffentlicht, wodurch das Album aufgrund der professionelleren Vermarktung von allen Damn-Nero-Veröffentlichungen den größten Bekanntheitsgrad erlangte. Doch diese positive Entwicklung sollte die Band nicht mehr wirklich auskosten können. Im Juli 2003 trennte sich die Band einvernehmlich zum zweiten Mal von Gitarrist und Frontmann Matthias Waldmann. Im Jahre 2004 erschien allerdings noch unter dessen Regie die eigenvertriebene DVD Another Slaughterhouse Night: Live 30. Oktober 1992 Schlachthof Fürth.
Die von Waldmann hinterlassene Lücke wurde durch die Einstiege des Sängers Chester S. sowie des renommierten Gitarristen Hans Platz (u. a. auch für die Bands Cyrus Dance, Sushifarm und Feuerschwanz sowie als Solokünstler aktiv) geschlossen, wodurch Damn Nero ein zweites Mal in der Bandgeschichte aus fünf Musikern bestand. Nach der Bekanntmachung dieser Besetzungswechsel folgte allerdings nur noch ein weiteres Lebenszeichen der Band, nämlich ein Festivalauftritt beim österreichischen Festival Rock in Höhnhart in der gleichnamigen Gemeinde Höhnhart. Dabei spielte Damn Nero unmittelbar vor der dänischen Poprock-Band Natural Born Hippies, die als Headliner gebucht war. Für das Jahr 2004 war sogar eine US-Tour geplant, allerdings kam es dazu nicht mehr. Im Jahr 2005 löste sich die Band schließlich endgültig auf. Im selben Jahr schaffte es mit „Private Hell“ noch ein Song des Albums Starhead auf den Soundtrack der deutschen Filmkomödie Am Tag als Bobby Ewing starb.

## Diskografie

### Studioalben
- 1994: SPQR
- 1998: Starhead
- 2002: IV

### EPs
- 1991: Six Pack

## Videografie

### DVDs
- 2004: Another Slaughterhouse Night: Live 30. Oktober 1992 Schlachthof Fürth